# 鳳来寺鉄道
鳳来寺鉄道（ほうらいじてつどう）は、現在の東海旅客鉄道（JR東海）飯田線の前身となる鉄道路線を運営していた鉄道会社。長篠駅（現・大海駅）から三河川合駅までの区間を運営していた。戦時国有化・統合で豊川鉄道と共に名古屋鉄道傘下企業となった。
線路施設は1943年（昭和18年）8月1日に日本国有鉄道の前身である運輸通信省に戦時買収され、会社は翌年名古屋鉄道に合併された（ただし、証券類等事務上の処理のみ）。

## 歴史
鳳来寺鉄道の路線は、豊川鉄道が1899年（明治32年）12月に大海より北設楽郡川合村に至る約11哩の路線敷設を申請し、1900年（明治33年）6月に仮免状が下付されたものの1904年（明治37年）4月に返納し実現出来なかった路線を再計画し、別会社としたものである。
当時の豊川鉄道の実質指導者は倉田藤四郎で大株主の東京海上の末延道成にこわれて支配人に就任し、多額の負債を抱えていた豊川鉄道を立て直していた。そこでさらなる拡大策を取るべくこの路線延長計画に着手した。
1920年（大正9年）5月17日豊川鉄道の株主合計35人が発起人となって豊川鉄道の終点長篠から三輪村大字川合に至る路線の免許を申請した。
1921年（大正10年）5月9日に免許が下付され、同年9月1日に鳳来寺鉄道株式会社が豊川鉄道本社内に設立された。資本金130万円（総株数26,000）のうち30万円を豊川鉄道が負担し、社長は元大野町長で大野銀行頭取、豊川鉄道監査役の大𣘺正太郎、常務は倉田が就任した。他の経営陣は沿線の山林大地主等であったが常勤は1人も無く豊川鉄道が事務を代行しており鳳来寺鉄道は倉田主導の下にあった。
1923年（大正12年）2月に鳳来寺鉄道は開通し、吉田（豊川鉄道） - 三河川合（鳳来寺鉄道）間直通運転を開始した。沿線には鳳来寺山や鳳来峡の観光地があり、湯谷駅に温泉宿泊施設を併設し温泉の無料開放や電車の往復割引等集客に力を入れた。1924年（大正13年）10月26日豊川・鳳来寺両鉄道は電化工事に着手し、1925年（大正14年）7月全線電化し大幅に旅客数を増加させた。

### 年表
- 1921年（大正10年）5月9日 - 鉄道免許状下付（南設楽郡東郷村-北設楽郡三輪村間）[5]
- 1923年（大正12年）2月1日 - 長篠駅-三河川合駅間開業[6]
- 1925年（大正14年）7月28日 - 吉田 - 長篠間、鳳来寺鉄道（長篠 - 三河川合）1500V電化 吉田 - 三河川合間に電車運転開始
- 1943年（昭和18年）8月1日 - 路線国有化[7]
- 1944年（昭和19年）3月1日 - 豊川鉄道と共に名古屋鉄道に合併され、法人消滅。

## 輸送・収支実績
| 年度 | 人員（人） | 貨物数量（噸） | 営業収入（円） | 営業費（円） | 営業益金（円） | その他益金（円）  | その他損金（円）    | 支払利子（円） | 政府補助金（円） | 配当 (%) | 配当 (%) |
| 年度 | 人員（人） | 貨物数量（噸） | 営業収入（円） | 営業費（円） | 営業益金（円） | その他益金（円）  | その他損金（円）    | 支払利子（円） | 政府補助金（円） | 上期     | 下期     |
| ---- | ---------- | -------------- | -------------- | ------------ | -------------- | ----------------- | ------------------- | -------------- | ---------------- | -------- | -------- |
| 1922 | 33,374     | 3,163          | 18,029         | 8,645        | 9,384          |                   |                     |                |                  | 無配     | 無配     |
| 1923 | 243,058    | 35,350         | 109,847        | 73,462       | 36,385         |                   |                     | 19,063         |                  | 無配     | 無配     |
| 1924 | 245,649    | 43,938         | 111,118        | 66,428       | 44,690         |                   |                     | 18,206         |                  | 5        | 無配     |
| 1925 | 310,175    | 48,887         | 127,153        | 83,146       | 44,007         |                   | 雑損2,100           | 32,566         | 118,540          | 12       | 12       |
| 1926 | 345,298    | 48,980         | 134,433        | 97,205       | 37,228         |                   | 雑損1,600           | 39,651         | 90,703           | 6.6      | 6.4      |
| 1927 | 329,774    | 45,391         | 132,079        | 97,340       | 34,739         |                   | 雑損1,600           | 45,166         | 92,414           | 6.4      | 6.9      |
| 1928 | 352,666    | 42,095         | 136,245        | 107,102      | 29,143         |                   | 雑損2               | 49,841         | 94,345           | 5        | 5.2      |
| 1929 | 437,619    | 34,241         | 133,464        | 100,743      | 32,721         |                   | 雑損999             | 46,708         | 94,701           | 6        | 5        |
| 1930 | 413,737    | 26,838         | 109,645        | 96,101       | 13,544         |                   | 雑損償却金1,352     | 48,456         | 95,451           | 5        | 3        |
| 1931 | 362,695    | 25,530         | 95,561         | 71,939       | 23,622         |                   | 雑損3,621           | 57,179         | 79,969           | 2        | 3        |
| 1932 | 341,673    | 27,973         | 89,234         | 70,675       | 18,559         |                   | 雑損償却員30,002    | 63,791         | 72,605           | 無配     | 無配     |
| 1933 | 379,190    | 54,119         | 133,930        | 65,785       | 68,145         |                   | 雑損2               | 64,534         | 0                | 無配     | 無配     |
| 1934 | 375,433    | 41,370         | 90,521         | 65,367       | 25,154         |                   |                     | 61,125         |                  | 無配     | 無配     |
| 1935 | 412,490    | 40,952         | 95,081         | 66,291       | 28,790         |                   |                     | 52,430         |                  | 無配     | 無配     |
| 1936 | 444,319    | 51,915         | 113,392        | 83,697       | 29,695         |                   | 雑損55,994          | 49,698         |                  | 無配     | 無配     |
| 1937 | 464,615    | 59,222         | 131,241        | 87,122       | 44,119         | 減資差益金198,461 | 雑損、償却金131,560 | 43,394         | 21,567           | 無配     | 無配     |
| 1940 | 815,858    | 141,361        | 268,967        | 146,111      | 122,856        |                   |                     |                |                  | 無配     | 3        |
| 1941 | 1,078,985  | 157,618        | 308,105        | 166,049      | 142,056        |                   |                     |                |                  | 3        | 3        |
| 1942 | 1,344,939  | 196,686        | 406,220        | 204,556      | 201,664        |                   |                     |                |                  | 3        | 5        |

- 鉄道省鉄道統計資料、鉄道統計資料、『日本国有鉄道百年史 第11巻』より

## 車両

### 蒸気機関車
1, 2
開業時にドイツのオーレンシュタイン・ウント・コッペル社から25トン級車軸配置0-6-0(C)のタンク機関車2両（1922年10月製。製造番号 10291・10292）が輸入され、1・2となっている。1は、1937年に磐城セメントに譲渡され、同社の1となった後C251に改番された。2は、電化に伴って豊川鉄道に譲渡され、同社の5となった後、1929年に神中鉄道に譲渡され、同社の10となった。両機は出力180HPと、日本に入ったコッペル機の中では、大型部類に属する。
鉄道統計では蒸気機関車は開業時より昭和12年度まで終始1両であるが、金田によると開通時は2両であったとする。

### 電気機関車
デキ50

### 電車
モハ10形 (10)
1925年（大正14年）7月、日本車輌製造製15m級木造電車で、豊川鉄道モハ10形 (11 - 15) は同形車である。製造時はモハ1形 (1) であったが、1937年（昭和12年）6月にモハ10形 (10) に改められた。国有化後は、田口鉄道のモハ36, 37と交換される形で、同鉄道線内の列車に使用された。1951年（昭和26年）4月に廃車され、大井川鉄道に譲渡されてモハ201となり、1968年（昭和43年）まで使用された。
モハ20形 (20)
1927年（昭和2年）1月、川崎造船所製17m級半鋼製車で、豊川鉄道モハ20形 (21・22) は同形車。製造時はモハ2形 (2) であったが、1937年6月にモハ20形 (20) に改番された。1952年（昭和27年）に宇部線に転属、1953年（昭和28年）2月に福塩線に転属した。同年6月には国鉄車両形式称号規程の改正により、同形車の旧豊川鉄道のモハ21・22が1600形になったのに対してモハ1700形 (1700) となった。これは、1949年（昭和24年）に機器を国鉄標準仕様に換装し、100kW電動機を装備していたため別形式となったものである。その後、豊川分工場の入換え車として豊橋機関区に戻ったが、1965年（昭和40年）に廃車となり、伊豆箱根鉄道に譲渡されて同社のモハ35となった。

### 車両数変遷
| 年度        | 機関車 | 機関車 | 客車 | 電車 | 貨車 | 貨車 | 貨車 |
| 年度        | 蒸気   | 電気   | ロハ | ハ   | 有蓋 | 無蓋 | 計   |
| ----------- | ------ | ------ | ---- | ---- | ---- | ---- | ---- |
| 大正11      | 1      |        | 2    |      |      | 2    | 2    |
| 大正12・13  | 1      |        | 2    |      | 4    | 17   | 21   |
| 大正14      | 1      | 1      | 2    | 1    | 4    | 17   | 21   |
| 昭和元 - 11 | 1      | 1      | 2    | 2    | 4    | 17   | 21   |
| 昭和12      | 1      | 1      |      | 2    | 4    | 17   | 21   |
| 昭和13・14  |        | 1      |      | 2    | 4    | 17   | 21   |
| 昭和15 - 17 |        | 1      |      | 2    | 2    | 17   | 19   |

- 「飯田線を走った車両」43頁より

## 駅一覧
- 全駅愛知県に所在[10]。
- 1937年（昭和12年）10月1日現在[10]。

凡例
種別 … （無印）：停車場、留：停留場
| 種別 | 駅名         | 駅間 キロ | 営業 キロ | 接続路線 | 所在地         | 所在地         |
| ---- | ------------ | --------- | --------- | -------- | -------------- | -------------- |
|      | 長篠駅       | -         | 0.0       | 豊川鉄道 | 南 設 楽 郡    | 東郷村         |
|      | 鳥居駅       | 1.4       | 1.4       |          | 南 設 楽 郡    | 東郷村         |
|      | 長篠古城址駅 | 1.5       | 2.9       |          | 南 設 楽 郡    | 長篠村         |
|      | 鳳来寺口駅   | 1.3       | 4.2       | 田口鉄道 | 南 設 楽 郡    | 長篠村         |
|      | 三河大野駅   | 3.5       | 7.7       |          | 南 設 楽 郡    | 長篠村         |
| 留   | 湯谷駅       | 2.5       | 10.2      |          | 南 設 楽 郡    | 長篠村         |
|      | 三河槇原駅   | 2.5       | 12.7      |          | 南 設 楽 郡    | 長篠村         |
| 留   | 柿平駅       | 2.2       | 14.9      |          | 南 設 楽 郡    | 長篠村         |
|      | 三河川合駅   | 2.3       | 17.2      | 三信鉄道 | 北設楽郡三輪村 | 北設楽郡三輪村 |

## 施設
- 長篠変電所、回転変流器（交流側550V直流側750V）直流側の出力300KW、製造所三菱電機、常用2予備1[11]